# Callimachus (letterkundige)

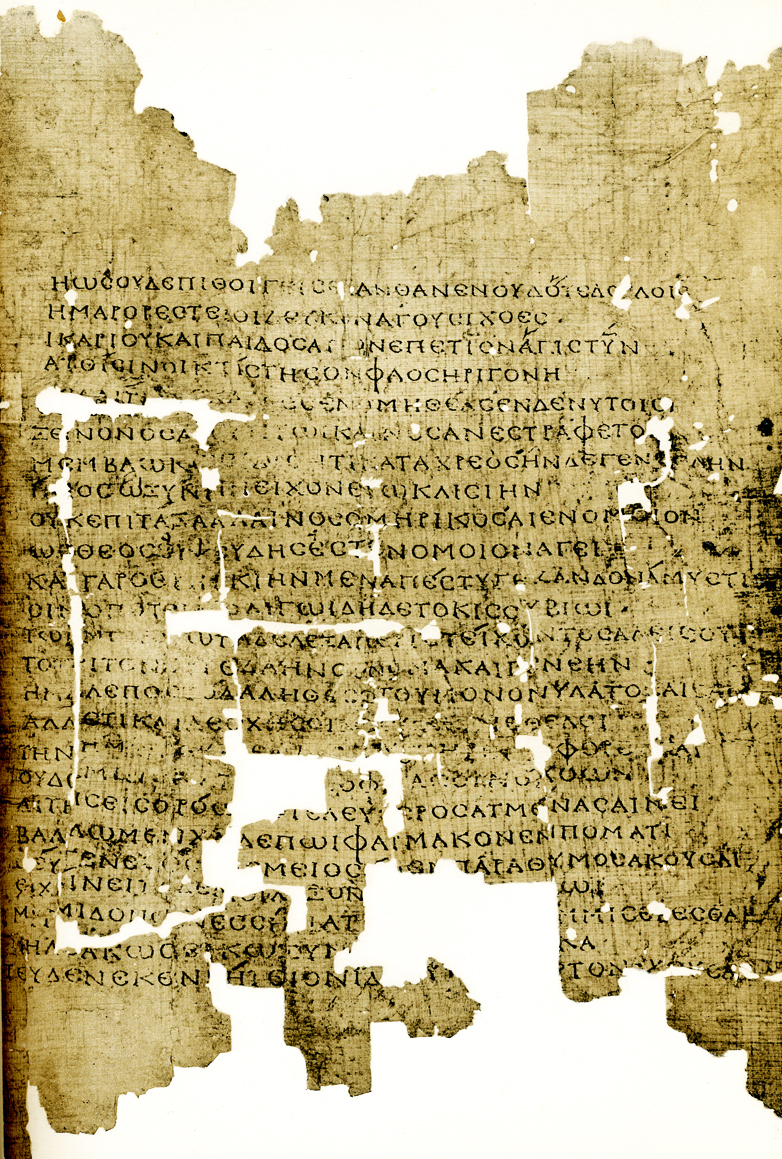
P.Oxy. XI 1362 - tweede-eeuws papyrusfragment van Callimachus' Aetia

Callimachus (Oudgrieks: Καλλίμαχος, Kallimachos; Cyrene (Noord-Afrika), rond 305 v.Chr. - waarschijnlijk Alexandrië, ca. 240 v.Chr.) was een Griekse letterkundige en dichter. 
Hij verhuisde als jongeman van zijn geboortestad Cyrene naar Alexandrië, waar hij schoolmeester werd.

## Bibliothecaris
Callimachus is het meest bekend als een van de beroemdste bibliothecarissen van de Bibliotheek van Alexandrië. Daar ontwierp hij een beredeneerde thematische catalogus van al de voorhanden zijnde werken van Griekse auteurs in 120 delen, Pinakes (=tabellen) genoemd. Onder de aangewende hoofdrubrieken trof men aan: retorica, recht, epiek, tragedies, komedies, lyriek, geschiedenis, filosofie, geneeskunde, mathematica, natuurwetenschappen en miscellanea (=varia). 
Wellicht geïnspireerd door Mesopotamische bibliotheken plaatste hij de geselecteerde schrijvers per categorie in een alfabetische volgorde met toevoeging van biografische noten en een bibliografie. Dit voor ons voor de hand liggend systeem om informatie te ordenen bereikte nadien de Islamitische bibliotheken. Ook de Romeinse keizers zoals Augustus door toedoen van Asinius Pollo lieten zich inspireren op het Alexandrijnse voorbeeld om openbare bibliotheken in te richten.

## Dichter
Als dichter was hij medeschepper en meest markante vertegenwoordiger van de hellenistisch-Alexandrijnse stijl. Zijn voorkeur ging uit naar welgevormde, niet al te omvangrijke, van grote belezenheid en kennis, maar weinig emotie getuigende gedichten. Daarnaast verkoos hij het schrijven van originele gedichten en profileerde hij zich als een dichter die tegen de stroom in ging. Hij experimenteerde daarbij uitgebreid met allerlei dichtvormen, maatsoorten en dialecten. In de proloog van zijn Aetia, schrijft Callimachus daar het volgende over: 
"[ook] zeg ik u te gaan daar waar het zwaar verkeer / niet rijdt, [uw wagen] niet in iemands spoor / te voeren en niet langs een brede weg, maar langs / [een onbetreden] pad, al is ’t ook smal.’ / [ik luisterde,] en zing nu met wie ’t licht geluid /  [van krekels] mint, maar balkende ezels niet. / Laat [anderen] maar balken als ’t langorig beest; / maak mij gevleugeld en subtiel poëet,"
Hij waardeerde kleinschaligheid en subtiliteit en was tegen grootse, indrukwekkende werken. Zijn afwijzing van het langgerekte, bombastische epos ("Μέγα βιβλίον, μέγα κακόν", “mega biblion, mega kakon” = “groot boek, groot kwaad”) zou een conflict veroorzaakt hebben met zijn leerling Apollonius van Rhodos.  
Als bibliothecaris van de Bibliotheek van Alexandrië had hij bovendien toegang tot de grootste bron van kennis die er in zijn tijd bestond. Zijn werk is dan ook doorspekt met verwijzingen naar de Griekse literaire traditie en hij etaleert graag zijn uitgebreide kennis. Hij is een schoolvoorbeeld van een poeta doctus (geleerde dichter). Ondanks die belezenheid vervalt hij niet in het schrijven van droge teksten, maar weet hij zijn werk toch levendig en fris te houden, een stijlkenmerk dat hij λεπτότης (leptotès, elegantie) noemt. 

## Werk
Wij bezitten van Callimachus een zestigtal epigrammen en zes hymnen (op Zeus, Apollon, Artemis, het eiland Delos, het bad van Pallas Athene en Demeter) volledig; van de rest van zijn dichtwerk zijn ruim 700 grotere en kleinere fragmenten bewaard gebleven. Beroemd geworden zijn vooral de Aitia (Oorzaken), een lang gedicht in vier boeken over oorzaken van allerlei godsdienstige rituelen, geografische namen, merkwaardige gewoontes, e.d. Daarnaast schreef hij ook epyllia, waaronder het fragmentarisch bewaarde Hekalè over de ontmoeting tussen een oude vrouw en de held Theseus. Zijn tragedies, komedies en saterspelen alsmede al zijn prozawerken zijn verloren gegaan. Zijn roem en invloed in de Hellenistisch-Romeinse tijd was groot: de Latijnse dichters, o.a. Catullus, Propertius en Ovidius, vertonen  invloed van zijn werk. 

### Overlevering
Callimachus was geen canonauteur, waardoor kopiisten zijn teksten vaak niet waardevol genoeg vonden om ze integraal over te nemen. Daardoor is een groot deel van zijn werk niet of slechts zeer fragmentarisch bewaard. Wat dan wel overgeleverd werd, kwam tot ons via indirecte overlevering: dankzij vertalingen, commentaren en citaten bij andere auteurs of in zeer gehavende papyrusfragmenten.

### Aetia
De Aetia of Aitia (Oudgrieks: Αἴτια, Oorzaken) is een omvangrijk gedicht van zo'n 4000 elegische verzen waarin verschillende rituelen, gebeurtenissen en feesten verklaard worden aan de hand van zogeheten aitiologische mythes. Callimachus lijkt met zo'n groot werk in te gaan tegen zijn idee van mega biblion, mega kakon, maar aangezien de Aetia bestaat uit meerdere, aaneengeschakelde kleine verhaaltjes, haalt hij zijn ideaal niet noodzakelijkerwijs onderuit. Tot de verhaalstof behoren onder andere het verhaal over de lok van Berenice en het liefdesverhaal tussen Acontius en Cydippe. 
Van het werk, dat waarschijnlijk verloren ging bij de verwoesting van Constantinopel in 1204, zijn 190 fragmenten overgeleverd. De bewaarde verzen zijn echter vaak niet volledig en sommige stukken hebben we enkel maar in de Latijnse vertaling. Lange tijd was er dan ook niet veel belangstelling om het volledige werk te reconstrueren, tot de humanistische dichter Angelo Poliziano het in de 15e eeuw herontdekte en een poging tot reconstructie waagde. Doorheen de eeuwen volgden verschillende wetenschappers zijn voorbeeld en puzzelden met de losse citaten om de compositie van de Aetia te achterhalen. Na verschillende uitgaves van het werk in de 16e, 17e en 19e eeuw, bracht Rudolf Pfeiffer in 1949 zijn editie uit, waarbij voor het eerst ook papyrusfragmenten zaten. 

#### Metapoëtisch ontstaan
In de eerste twee boeken van zijn Aetia legt Callimachus uit hoe zijn werk tot stand kwam. Hij zou in een droom naar de Griekse Helikonberg gevoerd zijn en daar de muzen gevraagd hebben naar weetjes achter verschillende, Griekse gebruiken en rituelen. Dat dat gesprek juist op die berg plaatsvond is geen toeval: op de Helikon woonden immers de muzen en bovendien werd Hesiodos daar - althans volgens zijn eigen Theogonie - gewijd tot dichter. Door de verwijzing naar deze dichtersberg, stelt Callimachus zich op als een echte poeta doctus: hij is een geleerde dichter die zijn klassiekers en voorgangers kent en erop alludeert. Maar die eruditie is bij de Aetia vooral ironisch bedoeld: hij gebruikt zijn geleerdheid om over 'nutteloze' dingen te schrijven. Waar Hesiodos met zijn leerdichten lezers inzicht wil verschaffen in de wereld, vertelt Callimachus slechts simpele weetjes.
Ook in andere delen van zijn Aetia maakt Callimachus verwijzingen naar werken uit de Griekse literatuur. Zo beschrijft hij een symposion bij de Athener Pollis, dat doet denken aan het Symposion van Plato, maar ook aan het feestmaal bij de Phaeaken uit de Odyssee.

#### Het liefdesverhaal tussen Acontius en Cydippe
Het liefdesverhaal tussen Acontius en Cydippe is één van de bekendere stukken uit de Aetia. Het gaat over de prachtige jongeman Acontius en de beeldschone Cydippe. Beiden waren tegelijkertijd in Delos voor een offerfeest ter ere van Apollo. Toen Acontius zijn oog op Cydippe liet vallen, werd hij smoorverliefd en bedacht een list. Hij graveerde “Ik wil met Acontius trouwen” in een appel en gooide hem naar het nietsvermoedende meisje. Door het opschrift luidop voor te lezen, zwoer ze een niet te verbreken eed en moest ze wel met hem trouwen. Ze verzweeg de eed echter en keerde terug naar huis. Daar werd ze doodziek (lovesick) steeds wanneer haar vader haar wilde uithuwelijken aan andere jongemannen. Na driemaal proberen, trok de vader ten einde raad naar Delphi om het orakel te raadplegen. Apollo liet hem daar weten dat Cydippe iets achterhield. Toen hij thuiskwam bekende ze hem de waarheid, waarna hij Acontius met zijn dochter liet trouwen. 
Het idee van liefde als ziekte vinden we ook bij Sappho en Euripides' Hippolytus terug. Opnieuw etaleert Callimachus zijn geleerdheid en kennis van de Griekse literatuur.

#### Nachleben
Het werk inspireerde heel wat latere auteurs, onder wie Apollonius van Rhodos die zich ook opstelde als poeta doctus in zijn Argonautica. Ook Romeinse dichters haalden hun mosterd bij Callimachus, met namen als Catullus, Vergilius, Horatius, Ovidius en epigrammaticus Martialis. Die laatste dreef de spot met de nutteloze eruditie van de Aetia in zijn epigram 10.4.
Catullus ging daarentegen aan de slag met het verhaal van de lok van Berenice en vertaalde de ode naar het Latijn in zijn carmen 66. Dat gedicht is een ode aan Berenice vanuit het perspectief van haar afgesneden haarlok. Zij had immers, toen haar man terugkeerde van de oorlog in Assyrië, een pluk haar afgeknipt en geofferd aan Venus voor een behouden terugvaart, die daarna, in de vorm van het sterrenbeeld Coma Berenices aan de hemel kwam te staan. In het gedicht van Catullus echter, lezen we hoe de lok het hoofd van Berenice mist en hoe hard hij verlangt terug bij haar te zijn.

#### Nederlandse vertaling
- Callimachus, Aetia. Vertaald door Harder, M.A. (2000). Aetia. Groningen: Styx, fr. 1, 67, 75.